# Otto Schnellbacher
Otto Ole Schnellbacher (Sublette, Kansas, 15 de abril de 1923-Topeka, Kansas, 10 de marzo de 2008) fue un jugador de baloncesto y de fútbol americano estadounidense que disputó una temporada en la BAA, además de jugar a fútbol americano en la AAFC y la NFL. Con 1,93 metros de estatura, jugaba en la posición de escolta y de defensive back en fútbol.

## Trayectoria deportiva

### Universidad
Jugó durante cuatro temporadas con los Jayhawks de la Universidad de Kansas, interrumpidas durante tres años debido al servicio militar durante la Segunda Guerra Mundial, siendo el único jugador, junto con Darnell Valentine en ser incluido en todas ellas en el mejor quinteto de la Big Eight Conference, liderando la misma en anotación en 1943, con 16,3 puntos por partido.
En fútbol americano consiguió a lo largo de su carrera 58 recepciones en carrera para 1.069 yardas, ambas marcas récord de la universidad durante 22 años. Fue elegido en 1947 en el equipo All-American.

### Baloncesto profesional
En 1948 fichó por los Providence Steamrollers de la BAA, con los que disputó 23 partidos en los que promedió 4,4 puntos, hasta que fue traspasado mediada la temporada a los St. Louis Bombers a cambio de Buddy O'Grady, donde acabó la misma promediando 8,7 puntos y 2,3 asistencias por encuentro.

#### Estadísticas en la BAA

##### Temporada regular
| Temporada | Edad | Equipo                  | Liga | P  | TC  | TCA | %TC  | TL  | TLA | %TL  | ASIS | FP  | PTS |
| 1948-49   | 25   | TOTAL                   | BAA  | 43 | 2.2 | 6.5 | .332 | 2.1 | 3.1 | .669 | 1.5  | 2.5 | 6.4 |
| 1948-49   | 25   | Providence Steamrollers | BAA  | 23 | 1.5 | 5.1 | .288 | 1.5 | 2.3 | .630 | 0.8  | 2.1 | 4.4 |
| 1948-49   | 25   | St. Louis Bombers       | BAA  | 20 | 3.0 | 8.1 | .364 | 2.8 | 4.0 | .696 | 2.3  | 3.1 | 8.7 |
| Total     |      |                         | BAA  | 43 | 2.2 | 6.5 | .332 | 2.1 | 3.1 | .669 | 1.5  | 2.5 | 6.4 |

##### Playoffs
| Temporada | Edad | Equipo            | Liga | P | TC  | TCA  | %TC  | TL  | TLA | %TL  | ASIS | FP  | PTS |
| 1948-49   | 25   | St. Louis Bombers | BAA  | 2 | 3.0 | 10.0 | .300 | 3.0 | 6.0 | .500 | 3.0  | 4.5 | 9.0 |
| Total     |      |                   | BAA  | 2 | 3.0 | 10.0 | .300 | 3.0 | 6.0 | .500 | 3.0  | 4.5 | 9.0 |

### Fútbol americano profesional
En 1948 fichó por los New York Yankees de la All-America Football Conference, con los que jugó dos temporadas, siendo en la primera de ellas el mejor de la liga en intercepciones, con un total de 14. En 1950 pasó a los New York Giants de la NFL, donde jugó otras dos temporadas, disputando en ambos el Pro Bowl y siendo elegido en 1951 en el mejor equipo All-Pro.